# Suy luận loại suy
Suy luận loại suy xuất phát từ sự giống nhau có thực của hai đối tượng đó, để đưa ra kết luận.
Ví dụ:
Tiền đề: Trái Đất là một hành tinh có lớp khí bao bọc, có nước
và: Sao hỏa cũng là hành tinh, cũng có lớp khí quyển
kết luận: Vậy Sao hỏa cũng có (hoặc có thể có) nước.
Ví dụ khác:
Tiền đề: Cây mía, có cơ chế dự trữ đường
và: Củ cải có cơ chế dự trữ đường
Kết luận: Thực vật cũng (có thể) có cơ chế dự trữ đường
Suy luận tiếp: Cơ thể động vật có cơ chế dự trữ đường

## Điều kiện giá trị logic cho suy luận loại suy
Suy luận loại suy có giá trị logic nhất định nào đó khi có đủ các điều kiện:
- a/ Biết chắc sự giống nhau giữa hai đối tượng là phải thiết yếu, có yếu tố tương tự hoặc tương đương.

Ví dụ trên: Trái Đất và Sao hỏa cùng là các hành tinh.
hay 'Mía  và  củ cải cùng là thực vật.
Động vật và thực vật: có cùng yếu tố tương tự.
Còn trong ví dụ:
Tiền đề: Cây mía, củ cải đều có cơ chế dự trữ đường
Kết luận: Trái Đất có cơ chế dự trữ đường
thì mệnh đề kết luận này sẽ là một kết luận đáng nghi ngờ nhất.
- b/ Có sự liên hệ tất yếu giữa tính chất được gán cho đối tượng thứ hai, với bản tính chung nêu giữa hai đối tượng.

bản tính chung gán cho hai đối tượng là lớp khí quyển
Trong mệnh đề kết luận: tính chất đầu gán cho đối tượng thứ hai (Sao hỏa) là: có nước, thì có liên hệ với tính chất " có lớp khí quyển" sẽ là một gợi ý có giá trị.

## Công dụng
Suy luận loại suy có tính chất bấp bênh nhưng lối suy luận đó có giá trị phong phú vì góp phần gợi ra những giả thuyết mới.